# Nebeský rybníček u Veselí
Nebeský rybníček u Veselí este o arie protejată (arie specială de conservare — SAC, sit de importanță comunitară — SCI) din Republica Cehă întinsă pe o suprafață de 1,37 ha, integral pe uscat.

## Localizare
Centrul sitului Nebeský rybníček u Veselí este situat la coordonatele 50°29′33″N 14°26′33″E / 50.4925°N 14.4425°E.

## Înființare
Situl Nebeský rybníček u Veselí a fost declarat sit de importanță comunitară în noiembrie 2009 pentru a proteja 1 specie de animale. Situl a fost protejat și ca arie specială de conservare în iulie 2012.

## Biodiversitate
Situată în ecoregiunea continentală, aria protejată nu include niciun habitat protejat.
La baza desemnării sitului se află o specie protejată de  amfibieni: triton cu creastă (Triturus cristatus).